# Kamlesh Devi
Kamlesh Devi (10 listopada 1984) – indyjska zapaśniczka walcząca w stylu wolnym. Zajęła dwunaste miejsce na mistrzostwach świata w 2008. Ósma na mistrzostwach Azji w 2012. Wicemistrzyni Wspólnoty Narodów w 2011 roku.